# São Mateus do Sul
São Mateus do Sul – miasto i gmina w Brazylii, w stanie Parana. Znajduje się w mezoregionie Sudeste Paranaense, graniczy ze stanem Santa Catarina. Większość z 47 tys. mieszkańców gminy (2021 r.) jest potomkami polskich XIX-wiecznych osadników (70%). Spośród ogółu mieszkańców 62% zamieszkuje tereny miejskie, a pozostali wiejskie (2010). Miasto nieoficjalnie jest nazywane „Polską Stolicą Parany” (Capital Polonesa do Paraná) albo „Stolicą Yerba Mate” (Capital da Erva-Mate).

## Geografia
Gmina położona jest na południu stanu, 140 kilometrów od stolicy Kurytyby i 230 km od głównego portu morskiego w stanie i jednego z największych w Brazylii Paranagua. Występują na jej terenie liczne obfitujące w wodę rzeki (żeglowna Iguaçu, Potinga tworząca zachodnią granicę gminy i Rio Negro stanowiąca na południu granicę międzystanową). Klimat jest umiarkowanie ciepły wilgotny (opady 1552 mm rocznie), temperatury latem są umiarkowane, w zimie występują mrozy (średnia wysokość 835 m n.p.m.). Średnia roczna temperatura wynosi 18,0 °C. Klasyfikacja klimatu Köppena-Geigera to Cfb. Ponad 50% powierzchni obejmuje pierwotny las atlantycki. Na tym obszarze występują typowe zwierzęta fauny południowoamerykańskiej (puma, wilk grzywiasty, mrówkojad).

## Historia
Przed odkryciem przez europejskich kolonizatorów, region był zamieszkany przez ludność z grupy Kaingang. Pierwsza udokumentowana informacja na temat obecności Europejczyków na terenie przyszłej gminy São Mateus do Sul pochodzi z 1769 r., kiedy porucznik Bruno da Costa Filgueiras wraz z 25 ludźmi w drodze do Tibagi odwiedził ten region. Pierwsza stała osada powstała jednak dopiero w 1877 r. Początkowo kolonia nosiła nazwę Porto Santa Maria, później została nazwana Maria Augusta na cześć żony naczelnego inżyniera José Carvalho Sobrinho, jednego z administratorów nowej kolonii. Ostatecznie otrzymała nazwę São Mateus.
Pierwszym Polakiem w São Mateus do Sul był Kazimierz Witkowski w 1884 (jedna z ulic nosi jego nazwisko R. Casemiro Witkowski). W 1890 roku polscy osadnicy w liczbie 2000 rodzin pod wodzą Edmunda Saporskiego, osiedlili się w koloniach Iguaçu, Canoas, Cachoeira, Taquaral, Água Branca i Rio Claro do Sul (w położnej na zachód gminie Mallet).
Już podczas rewolucji federalistycznej (1893-1895), która miała miejsce w południowych stanach Brazylii, kilkuset miejscowych Polaków włączyło się do walki zbrojnej, głównie po stronie federalistów (z południowych stanów) pod wodzą m.in. Antoniego Bodziaka.
Początkowo gospodarka kolonii opierała się na rolnictwie i przemyśle drzewnym. Wraz z pojawieniem się żeglugi parowej na rzece Iguaçu, São Mateus stał się portem i centrum handlowym w regionie a gminą w 1908 r. Jedną z pierwszych osób, która podjęła inicjatywę produkcji paliwa z łupków w latach 30. XX w., był Roberto Oscar Agniewicz (Angewitz). Rządowa rafineria Petrobrás otwarta w latach 50. w tym mieście, uhonorowała go pośmiertnie pomnikiem za wkład w rozwój brazylijskiego sektora naftowego. W 1924 r. w gminie było sześć polskich szkół. Od 1943 r. na mocy dekretu stanowego gmina została przemianowana na São Mateus do Sul. W 1960 probostwo tutejszej parafii objął pochodzący z Krakowa ks. Bronisław Bauer (były więzień Groß-Rosen, Mittelbau-Dora i Bergen-Belsen), który miał duży wpływ na miejscową społeczność, nie tylko w sferze ożywienia religijnego. Od 1996 r. miejsce jego pamięci i gminne muzeum regionalne mieści się w Casa Padre Bauer. Od listopada 2021 r. drugim urzędowym językiem jest język polski.

## Gospodarka
Gmina wyróżnia się uprzemysłowieniem szczególnie ze względu na wydobycie paliw z łupków bitumicznych w zakładzie Petrobras, w którym w 2011 r. dziennie przerabiano 7800 ton łupków wytwarzając z nich 480 ton oleju opałowego, 120 ton gazu opałowego, 45 ton gazu skroplonego, 90 ton benzyny i 75 ton siarki. Złoża łupków bitumicznych w São Mateus do Sul należą do największych na świecie (występują w dwóch warstwach: górna o grubości 6,4 m i zawartości ropy 6,4% oraz dolna o grubości 3,2 m i zawartości ropy 9,1%). Rozwinięte są również inne branże przemysłu, w tym np. produkcja płytek ceramicznych firmy Incepa (w sumie około 100 branż). Ponadto przetwórstwo rolne, w tym uprawianej tu yerba mate (gmina jest jednym z największych brazylijskich producentów). Produkcja rolna obejmuje także ziemniaki, kukurydzę, fasolę, soję i tytoń. Hoduje się również świnie, bydło i drób. Gmina jest zamożna, zajmuje 19 miejsce wśród 399 gmin pod względem wielkości zapłaconego podatku od towarów i usług. Około 40% przychodów pochodzi z rolnictwa a 60% z przemysłu.

## Kultura
W mieście i okolicy znajduje się stara drewniana zabudowa mieszkalna pierwszych osadników, kościoły, kaplice i krzyże przydrożne. Wyróżnia się konsekrowany w 1900 r. zabytkowy kościół św. Józefa (Igreja de São José) w Água Branca, o surowej drewnianej bryle, ale z bogato zdobionym wnętrzem. Jednym z obiektów historycznych jest Monumento Vapor Pery, czyli odresturowany w 1997 r. parowiec „Vapor Pery” (75 koni mechanicznych), który został zwodowany w 1912 r. i był używany do przewozu osób i ładunków na rzece Iguaçu.
W sierpniu w gminie odbywa się miesięczna coroczna impreza pod polską nazwą „Tradycje Polskie”, podczas której odbywają się wystawy fotograficzne, parady, występy folklorystyczne i prezentowana jest lokalna kuchnia będąca w większości polska (pierogi, barszcz czerwony, bigos), a w części powstała już na miejscu jak „zapiekanka São Mateu”, na którą ciasto ma zielony kolor dzięki dodatkowi miejscowej yerba mate. Szeroką rozpoznawalność zyskał zespół folklorystyczny „Karolinka” powstały 22 lutego 1992 r., w którym występuje kilkudziesięciu młodych ludzi.
W regionie jest też wielu artystów i rękodzielników zainspirowanych polską kulturą jak „Jô Malowana” (pseudonim), która mimo braku polskich korzeni wzoruje się w swojej pracy na Zalipiu.

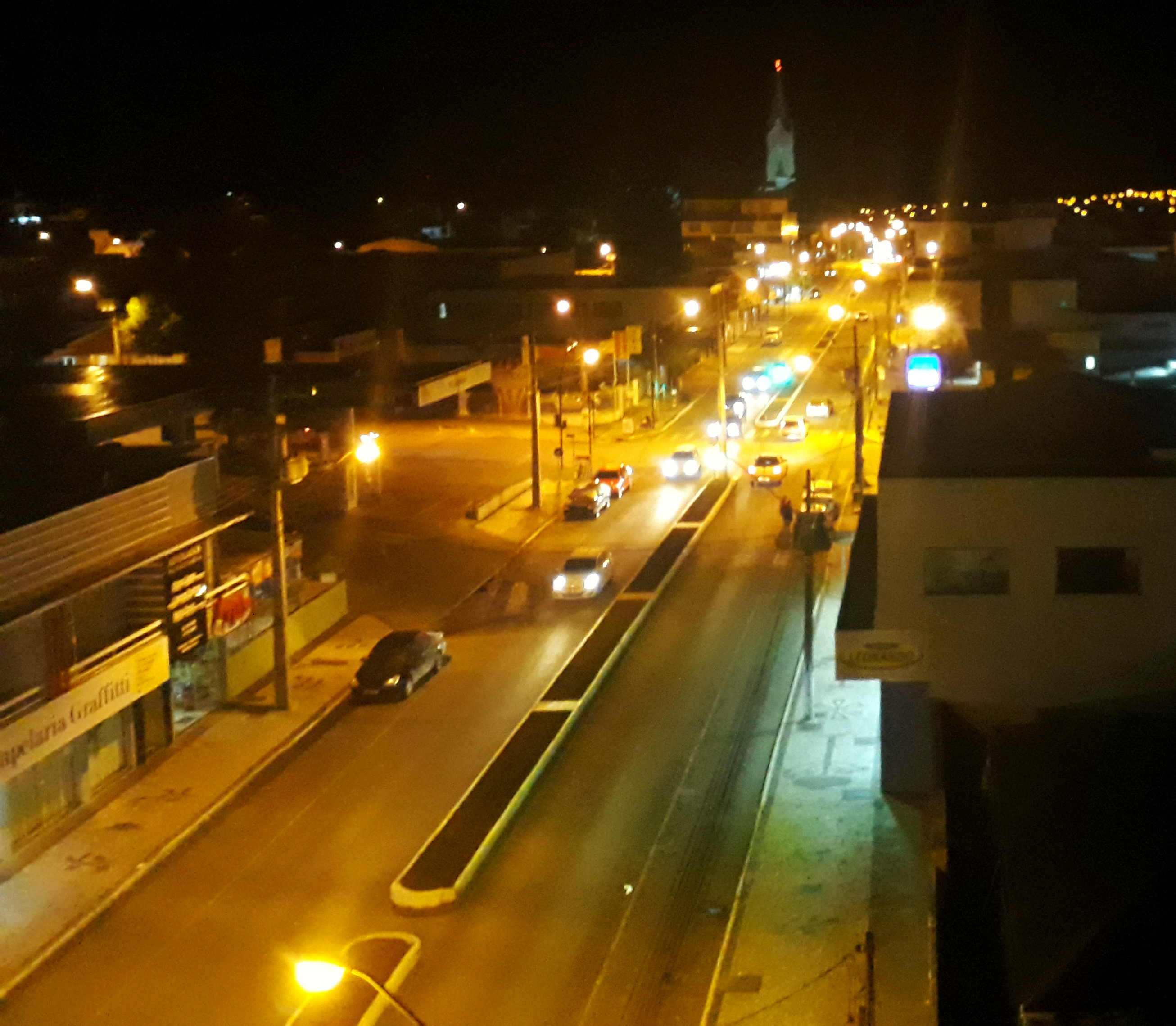
Nocny widok na miasto São Mateus do Sul

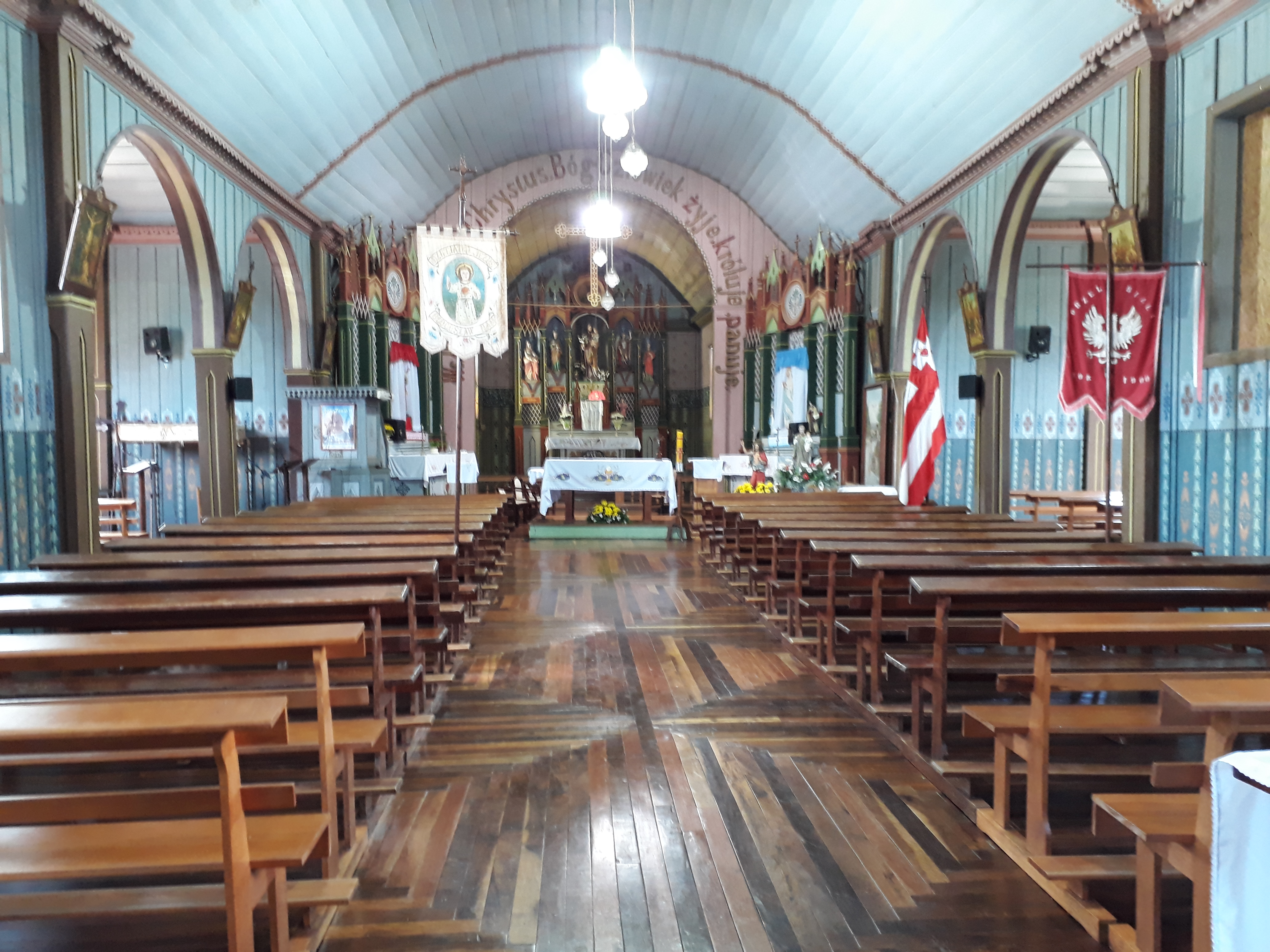
Wnętrze polskiego zabytkowego kościoła katolickiego w Agua Branca. Kościół został zaprojektowany na planie krzyża. Całe drewno użyte do budowy zostało ręcznie obrobione. Obrazy świętych pochodzą z Polski i Belgii

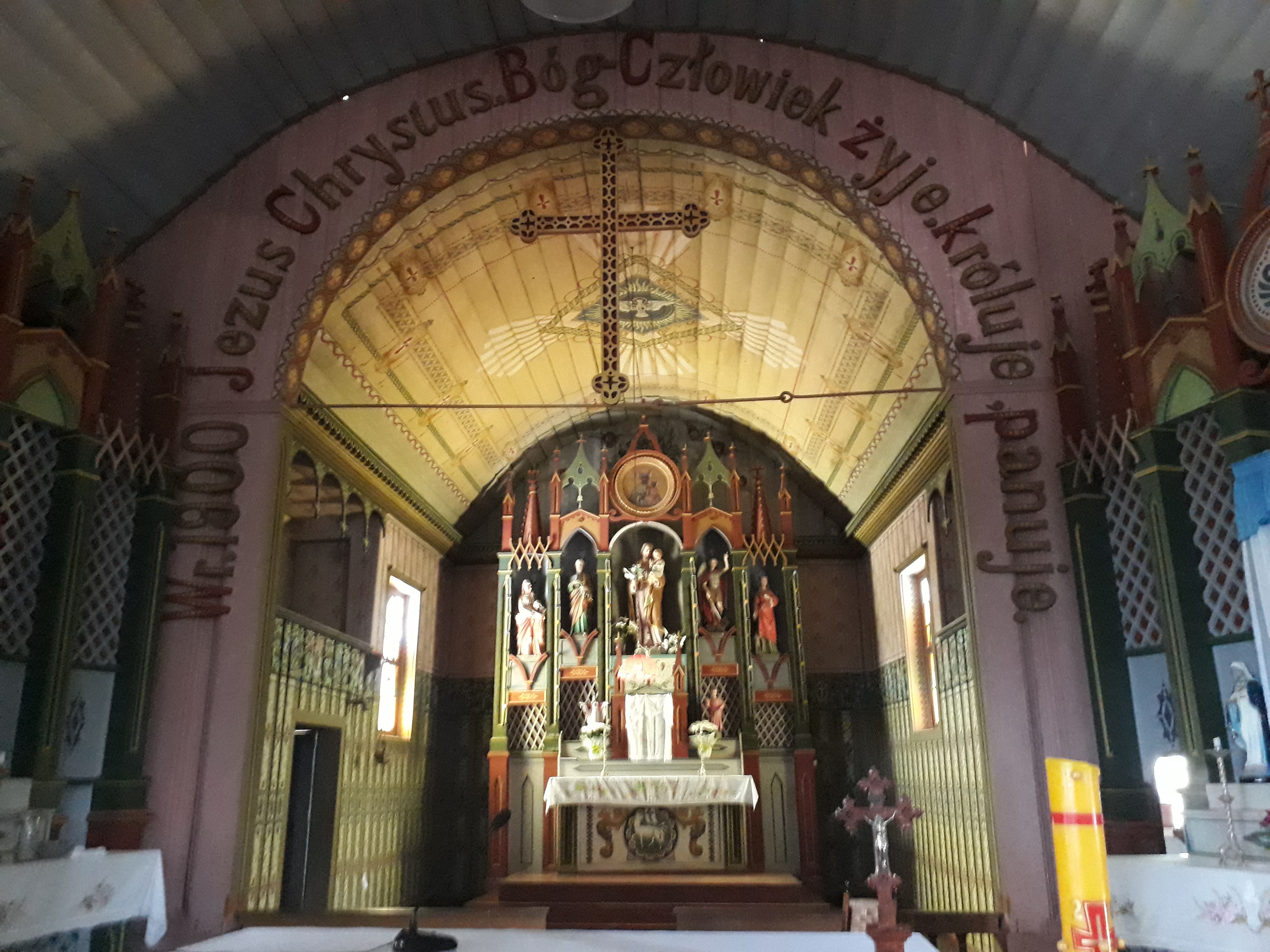
Ołtarz kościoła katolickiego w Agua Branca z napisem „W r. 1900 Jezus Chrystus, Bóg – Człowiek Żyje, Króluje, Panuje”

## Demografia

### Liczba mieszkańców
| Rok  | Ogółem | Miasto | Wieś |
| ---- | ------ | ------ | ---- |
| 1920 | 14.235 |        |      |
| 1940 | 21.444 | 11%    | 89%  |
| 1950 | 20.553 | 15%    | 85%  |
| 1960 | 19.097 | 20%    | 80%  |
| 1970 | 23.635 | 26%    | 74%  |
| 1980 | 26.977 | 42%    | 58%  |
| 1991 | 33.138 | 48%    | 52%  |
| 2000 | 36.569 | 58%    | 42%  |
| 2010 | 41.257 | 62%    | 38%  |
| 2021 | 47.137 |        |      |

Źródło: do 2010 r. spis powszechny, a 2021 r. szacunek